# Touch ID

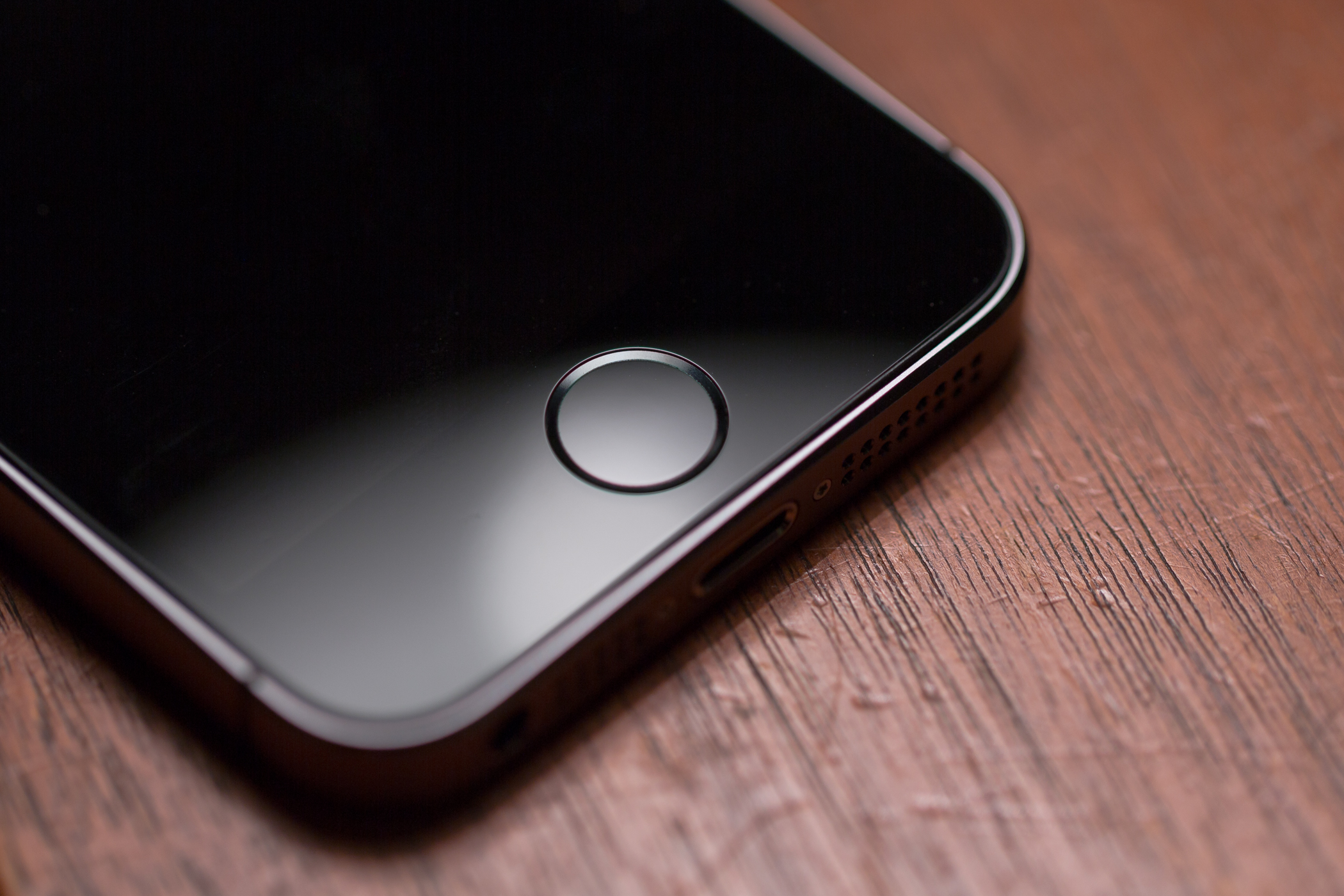
Botó Home en l'iPhone 5

Touch ID és un sistema de reconeixement d'empremtes dactilars, dissenyat per Apple per als dispositius de la família iPhone i iPad. La funció principal de Touch ID és el desbloqueig dels dispositius Apple mitjançant l'escaneig i reconeixement biomètric d'empremtes dactilars, a més de poder ser utilitzat com un mètode segur d'autentificació en diversos serveis (com en iTunes Store, App Store i iBooks Store), compres i aplicacions.
El dispositiu que va incloure per primera vegada aquest sistema va ser l'iPhone 5s, llançat en 2013.
Durant la seva presentació, es va esmentar per part d'Apple que la informació de l'empremtes dactilars seria emmagatzemada localment (en el propi dispositiu) dins d'un lloc segur del coprocessador Secure Enclave dins del SoC Apple A7 i posteriors, en comptes de ser emmagatzemat remotament en els servidors d'Apple mitjançant iCloud.
En la WWDC de 2015 Apple va presentar la segona generació més ràpida d'aquest sistema, que s'incorporaria en els models iPhone 6s i posteriors, excepte en l'iPhone X de 2017. D'altra banda, també es va començar a incloure en els iPads a partir de l'iPad Air 2.

## Història
El primer telèfon mòbil amb un escàner d'empremtes digitals va ser el Toshiba G500 i G900 en 2007. En 2012, Apple va adquirir AuthenTec, una companyia dedicada al programari d'administració de lectura i identificació d'empremtes dactilars, per 356 milions de dòlars.
El 10 de setembre de 2013 va ser presentat l'iPhone 5S, el primer telèfon que va incloure el sistema Touch ID. El vicepresident de màrqueting d'Apple, Phil Schiller, va anunciar la funció en l'esdeveniment de mitjans d'iPhone d'Apple i va passar diversos minuts (la major part de la conferència) ensenyant la funció.
Després de la presentació d'Apple en 2013, altres fabricants de telèfons intel·ligents van incloure l'escaneig d'empremtes digitals en els seus telèfons d'alta gamma durant 2014 i 2015, començant amb el Samsung Galaxy S5. A partir d'Android 6.0 (Android Marshmallow, llançat a l'octubre de 2015), el suport de l'escàner d'empremtes digitals està integrat en el sistema operatiu, com Touch ID està en iOS.
Amb la presentació de l'iPhone 6 i 6 Plus en un esdeveniment central el 9 de setembre de 2014, Touch ID es va expandir per no ser utilitzat simplement per desbloquejar el dispositiu i autenticar les compres de la tenda d'aplicacions, sinó també per autenticar Apple Pay. L'iPhone 6S incorpora un sensor Touch ID de segona generació que és fins al doble de ràpid que el sensor de primera generació que es troba en els telèfons 5S, 6 i ES. A partir de setembre de 2017, els dispositius iPhone 6S, 6S Plus, 7, 7 Plus, 8, 8 Plus, 2016 i 2017 MacBook Pro i iPad Pro 10.5 i 12.9 (segona generació) són els dispositius Apple que utilitzen el sensor de segona generació.

## Tecnologia utilitzada
Touch ID es troba localitzat en el lloc del botó Home, el qual està fabricat de cristall de safir (un dels materials més transparents i resistents que existeixen) tallat amb làser. L'ús de safir per crear el cristall està pensat per prevenir i protegir la degradació del sensor per ralladures (el que provocaria un mal funcionament del sistema d'escaneig) i actuar com a lent per enfocar-ho de forma precisa sobre la teva petjada. En iPhone i iPad, l'anell d'acer que envolta al botó detecta la teva petjada i indica a Touch ID que comenci a llegir-la.
El sensor té una grossor de 170 µm amb 500ppp de resolució i utilitza una tecnologia tàctil capacitiva avançada per obtenir una imatge d'alta resolució de la petjada a partir de petites seccions de les capes subepidèrmiques de l'usuari. D'aquesta manera, Touch ID analitza de forma intel·ligent aquesta informació amb un nivell de detall i precisió increïbles, encara que l'usuari col·loqui el seu dit orientant-ho a qualsevol direcció. Posteriorment, classifica la petjada en un dels tres tipus bàsics: arc, bucle o espiral. A més, identifica detalls individuals de les crestes més petits del que l'ull humà pot veure i fins i tot inspecciona variacions menors en la direcció de les crestes provocades pels porus i les estructures de les vores.
Touch ID és capaç de llegir diverses petjades i de fer-ho en un angle de 360 graus. El sensor passa un petit corrent a través del dit per crear un "mapa d'empremtes dactilars" de la dermis de l'usuari. Es poden emmagatzemar fins a 5 mapes d'empremtes digitals en Secure Enclave. D'aquesta manera crea una representació matemàtica de l'empremta digital i la compara amb les dades registrades per identificar la coincidència i desbloquejar el dispositiu. Només es guarda la representació matemàtica de l'empremta digital, no les imatges del dit en si. Amb el temps, Touch ID va actualitzant gradualment la representació matemàtica de les petjades registrades per millorar la seva precisió a l'hora de la identificació.

### Secure Enclave
El xip del dispositiu inclou una arquitectura de seguretat avançada anomenada Secure Enclave, desenvolupada per protegir la informació relacionada amb el codi i l'empremta digital. Touch ID no emmagatzema imatges de la petjada, en el seu lloc, només utilitza una representació matemàtica. Així, és impossible que algú pugui redissenyar la imatge d'empremta digital a partir d'aquestes dades emmagatzemades.
Les dades de les petjades es xifren, s'emmagatzemen en el dispositiu i es protegeixen mitjançant una clau que només es troba disponible per Secure Enclave. Aquestes dades sol els utilitza Secure Enclave per comprovar que l'empremta digital coincideixi amb les dades dactiloscòpiques registrades. Ni el sistema operatiu del dispositiu ni les aplicacions que executa poden accedir a elles. Mai s'emmagatzemen en els servidors d'Apple, mai es fa còpia de seguretat d'ells en iCloud ni en cap altre lloc i no poden utilitzar-se per realitzar associacions amb altres bases de dades d'empremtes digitals. Les dades d'empremtes digitals s'emmagatzemen en el Secure Enclave de dins dels processadors Apple A7, A8, A8, A9, A9, A10, A10 o A11 d'un dispositiu iOS.

## Configuració
Per poder configurar TouchID en el teu iPhone hauràs de crear un codi prèviament en el dispositiu, ja que en el cas que no funcioni TouchID en alguna ocasió, et demanaran el codi. A continuació hauràs de fer els passos següents:
1. Assegurar-te que tant el botó d'inici com el teu dit estiguin nets i secs.
2. Prémer Ajustos, anar a l'opció Touch ID i codi i, a continuació, introduir la contrasenya que ja hem creat abans de començar.
3. Prémer Afegir una petjada i subjectar el dispositiu com de costum en tocar el botó d'inici.
4. Tocar el botó d'inici amb el dit, però no pressionant. Mantenir el dit en aquesta posició fins que se senti una ràpida vibració o fins que se't demani que aixequis el dit.
5. Siguir retirant i posant el dit lentament, modificant una mica la posició del dit cada vegada.
6. La pantalla següent et demanarà que ajustis la petjada. Finalment, subjecta el dispositiu com ho faries per desbloquejar-ho i toca el botó d'inici amb les zones externes del teu dit, en lloc de fer-ho amb la posició central que hauràs escanejat abans.

Una vegada fets aquests passos, ja tindràs instal·lat en el teu iPhone l'opció de desbloquejar-ho mitjançant la lectura de la teva petjada de dactilar, així com l'opció de poder desbloquejar el telèfon per un codi (en el cas que falli TouchID).

## Problemes que presenta
El nou Touch ID es desbloqueja gairebé instantàniament i planteja el problema que es desbloqueja massa ràpid per llegir les notificacions en la pantalla de bloqueig. Això se soluciona amb l'actualització d'iOS 10 en la qual un usuari ha de pressionar el botó d'inici perquè es desbloquegi el telèfon; tanmateix, això es pot canviar en la configuració d'iOS, on els usuaris també tenen l'opció que amb simplement recolzar el dit en el sensor per desbloquejar el dispositiu es vagi directament a la pantalla d'inici, similar a les versions anteriors d'iOS, és a dir, que es desbloquegi sense necessitat de pressionar el botó.
Un altre dels problemes que presenta TouchID és que si el telèfon de l'usuari s'ha reiniciat o no s'ha desbloquejat durant 48 hores, només es pot usar la contrasenya que l'usuari va crear, no la seva empremta digital, per desbloquejar el dispositiu o durant altres casos d'ús específics.

## Dispositius

### Primera generació
iPhone
- iPhone 5s
- iPhone 6
- iPhone 6 Plus
- iPhone ES

iPad
- iPad Air 2
- iPad Mini 3
- iPad Mini 4
- iPad Pro 12.9 1G
- iPad Pro 9.7
- iPad 5-th-generation

### Segona generació

#### iPhone
- iPhone 6S
- iPhone 6S Plus
- iPhone 7
- iPhone 7 Plus
- iPhone 8
- iPhone 8 Plus

#### iPad
- iPad Pro 10.5
- iPad Pro 12.9 2G

#### MacBook
- MacBook Pro